# 沃尔夫359战役
沃尔夫359战役是星际迷航虚拟宇宙中的一场虚构的太空战役，于2367年发生于星际联邦和博格集合体之间。其结果在星际旅行：下一代的剧集"The Best of Both Worlds, Part II"和星际旅行：深空九站的试播集"Emissary"中有所描述。这场战役发生于沃尔夫359星系，这一星系在现实中距离地球所在的太阳系有7.78光年。在这场战役中，仅一艘博格星舰就几乎歼灭了整支拦截的舰队，在几乎毫无损伤的情况下继续前往地球，给联邦造成了极大损失。

## 描写
在下一代剧集"The Best of Both Worlds"中，40艘星联舰队的星舰在J. P. 汉森上将的带领下聚集在沃尔夫359附近以拦截一艘航向地球的博格方块。博格人在同化了让-卢克·皮卡德舰长后知晓了星联舰队的战术信息和技术信息，轻而易举地歼灭了拦截的舰队。根据下一代剧集"The Drumhead"中的记录，39艘星舰被毁，超过11000人丧生。幸存者中包括本杰明·西斯科和他的儿子Jake，此外还有一批数量未知的星联和克林贡俘虏被同化，直到方块被毁才得以释放。此次战役胜利之后，博格方块继续前往地球。在地球，企業號-D的船员成功解救了皮卡德并摧毁了方块。

### 对角色的影响
在被解救之后，皮卡德遭受了强烈的罪恶感，因为在博格人同化并吸收他的知识之后，上千人被杀死或致伤。他在被俘和被同化期间的斗争成为了下一代剧集"Family"中的主要元素。 皮卡德因此对博格人产生的复仇欲望也在电影星际旅行VIII：第一次接触中有所体现。
本杰明·西斯科在沃尔夫359战役期间在联邦星舰萨拉托加号上任执行官。他的妻子珍妮弗在战役中被杀，他直到"Emissary"一集结尾才从丧妻的阴影中走出。